# 影山由美
影山 由美（かげやま ゆみ、12月31日 - ）は、東京都世田谷区出身の脚本家である。

## 概要
元・幼稚園教諭。教師時代にシナリオ・センター元町教室（閉校）→青山教室に通い、本科を修了。その後、1986年に小山高生が主宰するシナリオ学校「アニメシナリオハウス」の第1期生となり、のちに小山が設立した脚本家集団「ぶらざあのっぽ」の創立メンバーとなる。アニメ脚本のほか、漫画のノベライズ、また子ども向けのミュージカル脚本、作詞なども手がけている。

## 作風
元・幼稚園教諭だったことから、子ども達の描写を得意とする。また『ママレード・ボーイ』『花より男子』『ラブ☆コン』等の恋愛ものを多く手がける一方で、奇抜な発想から『キョロちゃん』第46話「侵略ロボットI-31号」のような怪作も執筆している。

## 作品リスト

### 脚本
- ホワッツマイケル
- アイドル伝説えり子
- アイドル天使ようこそようこ
- サザエさん
- キャッ党忍伝てやんでえ
- もーれつア太郎(1990)
- 三つ目がとおる
- ジャンケンマン
- きんぎょ注意報!
- ママは小学4年生
- チロリン村物語
- カリメロ(1992)
- 楽しいウイロータウン
- ママレード・ボーイ
- ご近所物語
- アニメ世界の童話
- 花より男子（シリーズ構成／脚本）
- フォーチュン・クエストL（シリーズ構成／脚本）
- 夢のクレヨン王国
- おジャ魔女どれみシリーズ
  - おジャ魔女どれみ
  - おジャ魔女どれみ♯
  - も〜っと! おジャ魔女どれみ
  - おジャ魔女どれみドッカ〜ン!
  - おジャ魔女どれみナ・イ・ショ
  - おジャ魔女どれみ17　ドラマCD付限定版（ドラマCD脚本）
  - おジャ魔女どれみ17 3rd〜COME ON!〜　ドラマCD付限定版（ドラマCD脚本）
  - おジャ魔女どれみ Blu-ray BOX スペシャルドラマCD
- キョロちゃん（シリーズ構成／脚本）
- 明日のナージャ
- ふたりはプリキュア
- テニスの王子様
- ふたりはプリキュア Max Heart
- 神様家族
- 出ましたっ!パワパフガールズZ
- シュガーバニーズ
- ラブ☆コン
- ハローキティ りんごの森とパラレルタウン
- はたらキッズ マイハム組
- シュガーバニーズ ショコラ!
- シュガーバニーズ フルール（シリーズ構成／脚本）
- 夢色パティシエール
- 夢色パティシエールSP（スペシャル）プロフェッショナル
- アリスイン デッドリースクール・コンチェルト (アリスインプロジェクト/アニメ版)

### 小説
- 「ママレード・ボーイ」全10巻 - 集英社/コバルト文庫・コバルトピンキーりぼん
- 「テニスの王子様〜The Prince Has Come!!」集英社
- 「テニスの王子様〜Begin The Battle!!」集英社
- 「いちご100% My Sweet Memory of ～いちご～」集英社
- 「ガールズ・ステップ」集英社/みらい文庫
- 「おジャ魔女どれみ20's」講談社/講談社ラノベ文庫

### 映画
- ご近所物語
- 花より男子

### 漫画原作
- 「水曜日のスケッチ」（作画：新井葉月）講談社

### ミュージカル
- 不思議の国のアリスのマッチ売り（脚本／作詞）

2006年6月初演。2008年11、12月、再演された。
- ハートキャッチプリキュア!ミュージカルショー（脚本）

2010年7月～